# Adelheidstraße 3–7, 9–12, 12a, 14, 15, 22–31, Amelungstraße 1, Friedrich-Ebert-Platz (Quedlinburg)

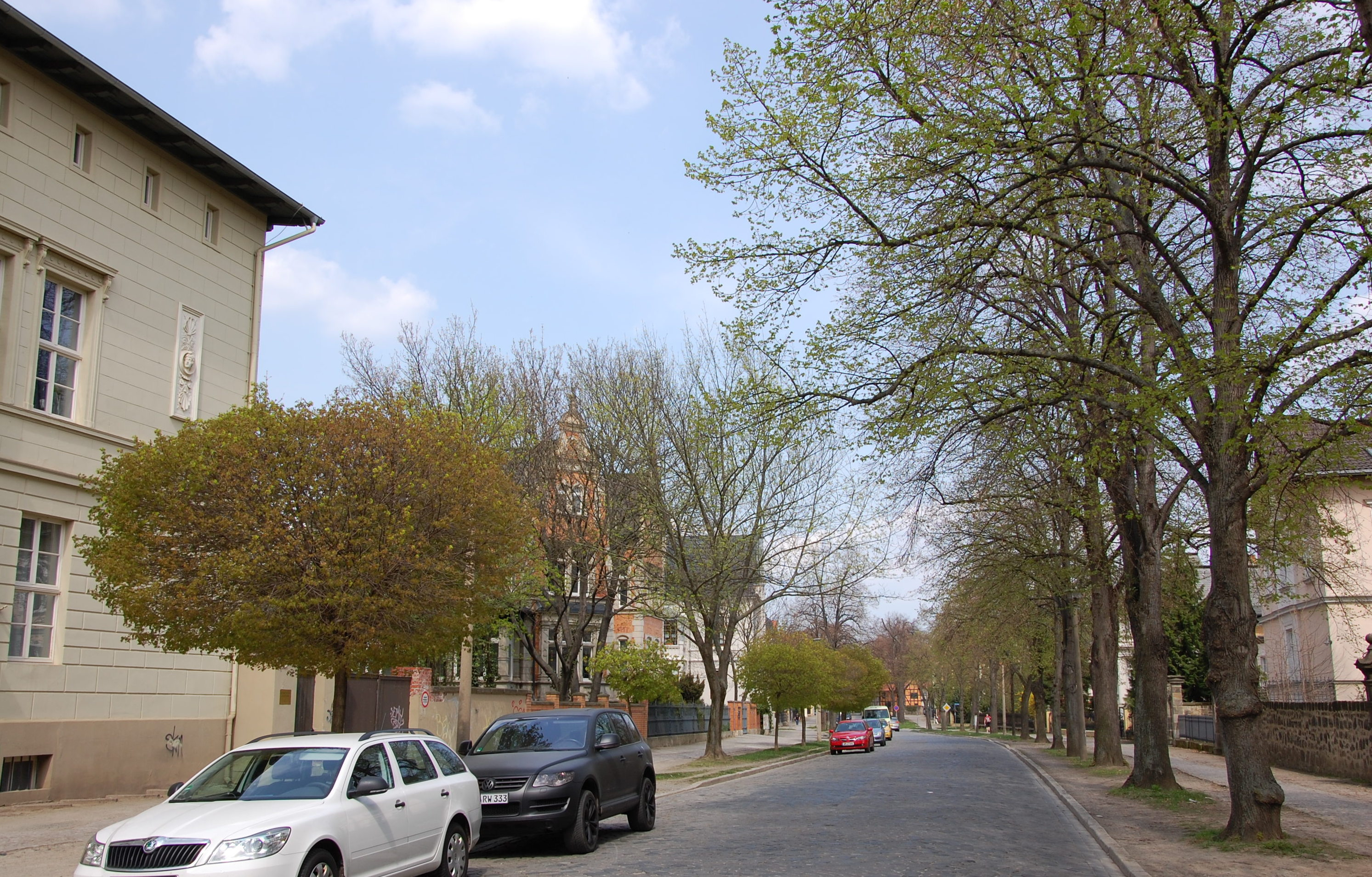
Blick durch die Adelheidstraße

Adelheidstraße 3–7, 9–12, 12a, 14, 15, 22–31, Amelungstraße 1, Friedrich-Ebert-Platz ist die im Quedlinburger Denkmalverzeichnis eingetragene Bezeichnung für einen denkmalgeschützten Straßenzug in Quedlinburg in Sachsen-Anhalt.

## Lage
Der Straßenzug liegt östlich der historischen Quedlinburger Neustadt, zwischen der Bahnhofsstraße im Süden und dem Steinweg im Norden. Östlich des Bereichs verläuft die Bode, westlich die Stadtmauer.

## Anlage und Geschichte
Älteste erhaltene Bebauung des ursprünglich im vorstädtischen Bereich außerhalb der Stadtmauer gelegene Straßenzugs ist die aus dem 17. Jahrhundert stammende Salpeterhütte Quedlinburg. In der zweiten Hälfte des 19. Jahrhunderts entstanden diverse Villen. Es finden sich Bauten im Stil des Spätklassizismus, des Historismus und des Jugendstils. Zum Bereich des Denkmals gehören auch die Vorgärten und Einfriedungen sowie parkartig gestaltete Flächen.
Neben der Salpeterhütte an der Adelheidstraße 23 gehören zum Denkmal der Benennung nach die auch als Einzeldenkmale ausgewiesenen Gebäude Adelheidstraße 3, 4, 5, 6, 7, 9, 10, 11, 12, 12a, 14, 15, 22, 25, 26, 27, 28, 29, 30 und 31 sowie das Haus Amelungstraße 1 und der Friedrich-Ebert-Platz.
Nicht zum Denkmal gehört das allerdings in unmittelbarer Nachbarschaft im Haus Adelheidstraße 2 gelegene Amtsgericht Quedlinburg.